# 뮤테일 낼루맹고
뮤테일 낼루맹고(영어: Mutale Nalumango, 1955년 1월 1일 ~ )는 잠비아의 교육인, 정치인으로 현재 부통령 당선자이다. 잠비아 중학교 교사연합의 부의장을 지냈으나, 2001년 정계 입문을 앞두고 사임했다. 2001년 다당제 민주운동 후보로 출마해 카퓨타 선거구의 국회의원으로 당선되었으며, 잠비아 최초의 여성 정보부 차관 및 국회부의장을 지냈다.

## 역대 선거 결과
| 선거명      | 직책명          | 대수 | 정당           | 득표율 | 득표수      | 결과 | 당락 |
| ----------- | --------------- | ---- | -------------- | ------ | ----------- | ---- | ---- |
| 2021년 선거 | 잠비아의 부통령 | 14대 | 국가개발통일당 | 59.02% | 2,852,348표 | 1위  |      |